# Яковлевка (Асекеєвський район)
Я́ковлевка (рос. Яковлевка) — село у складі Асекеєвського району Оренбурзької області, Росія.

## Населення
Населення — 450 осіб (2010; 528 у 2002).
Національний склад (станом на 2002 рік):
- росіяни — 60 %